# Lâu đài Rožmberk
Lâu đài Rožmberk (tiếng Séc: Hrad Rožmberk) là một lâu đài lịch sử thuộc địa phận thị trấn Rožmberk nad Vltavou, huyện Český Krumlov, vùng Nam Bohemia, Cộng hòa Séc. Hiện nay, lâu đài Rožmberk được mở cửa cho công chúng tham quan. Công trình này có tên trong danh sách các di tích văn hóa của Cộng hòa Séc.

## Lịch sử
- Thế kỷ 13: Lâu đài được quý tộc Vok I của Rožmberk xây dựng. Tài liệu lịch sử nhắc đến lâu đài có từ năm 1250.[3] Lúc bấy giờ, công trình này được gọi là lâu đài Thượng (Horní hrad) nằm trong một khu phức hợp lâu đài bao gồm: một tòa tháp cao (tháp Jakobínka), một cung điện và các thành lũy bằng gạch. Xung quanh các bức tường thành có hào nước.[4]
- Thế kỷ 14: Lâu đài Hạ (Dolní hrad) mang phong cách Romanesque được xây dựng thêm vào khu phức hợp lâu đài.[4]
- Thế kỷ 16 - Thế kỷ 17: Lâu đài Thượng bị thiêu rụi vào năm 1522 và chỉ còn sót lại tháp Jakobínka. Năm 1600, Petr Vok của Rožmberk để lại khu bất động sản này cho cháu ngoại ông là Johann Zrinski của Seryn. Zrinski đã xây dựng lại lâu đài Hạ theo phong cách Phục hưng.[1]
- Thế kỷ 19: Khu phức hợp lâu đài được tái thiết lại theo phong cách tân Gothic vào giai đoạn 1840 - 1857.[4]
- Thế kỷ 20: Sau khi Thế chiến thứ hai kết thúc, lâu đài được quốc hữu hóa.[1]
- Hiện nay: Viện Di tích Quốc gia đang quản lý lâu đài Rožmberk. Lâu đài trở thành một trong những địa điểm tham quan hấp dẫn được du khách ghé thăm nhiều nhất ở vùng Nam Bohemia.[5]

## Hình ảnh

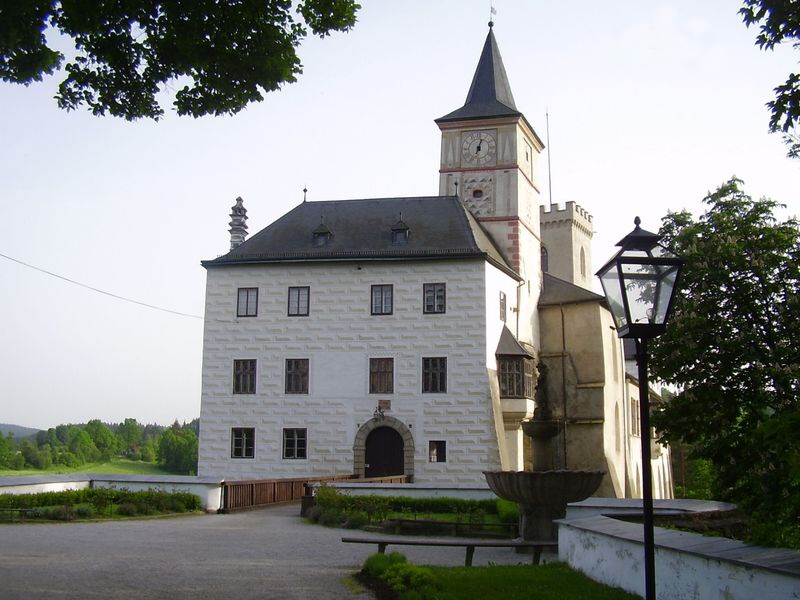
Mặt tiền lâu đài Hạ (2008)
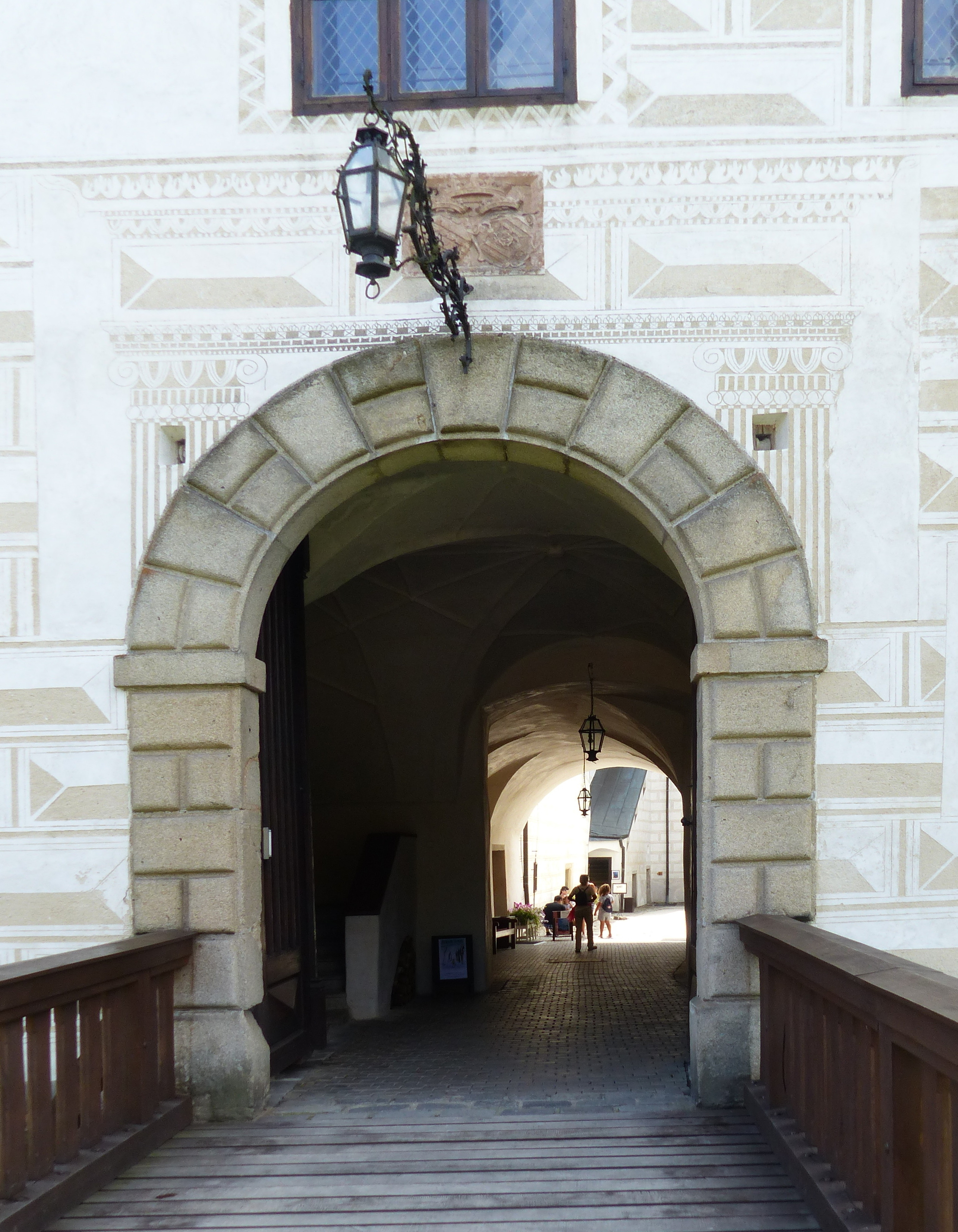
Cổng vào lâu đài Hạ (2018)
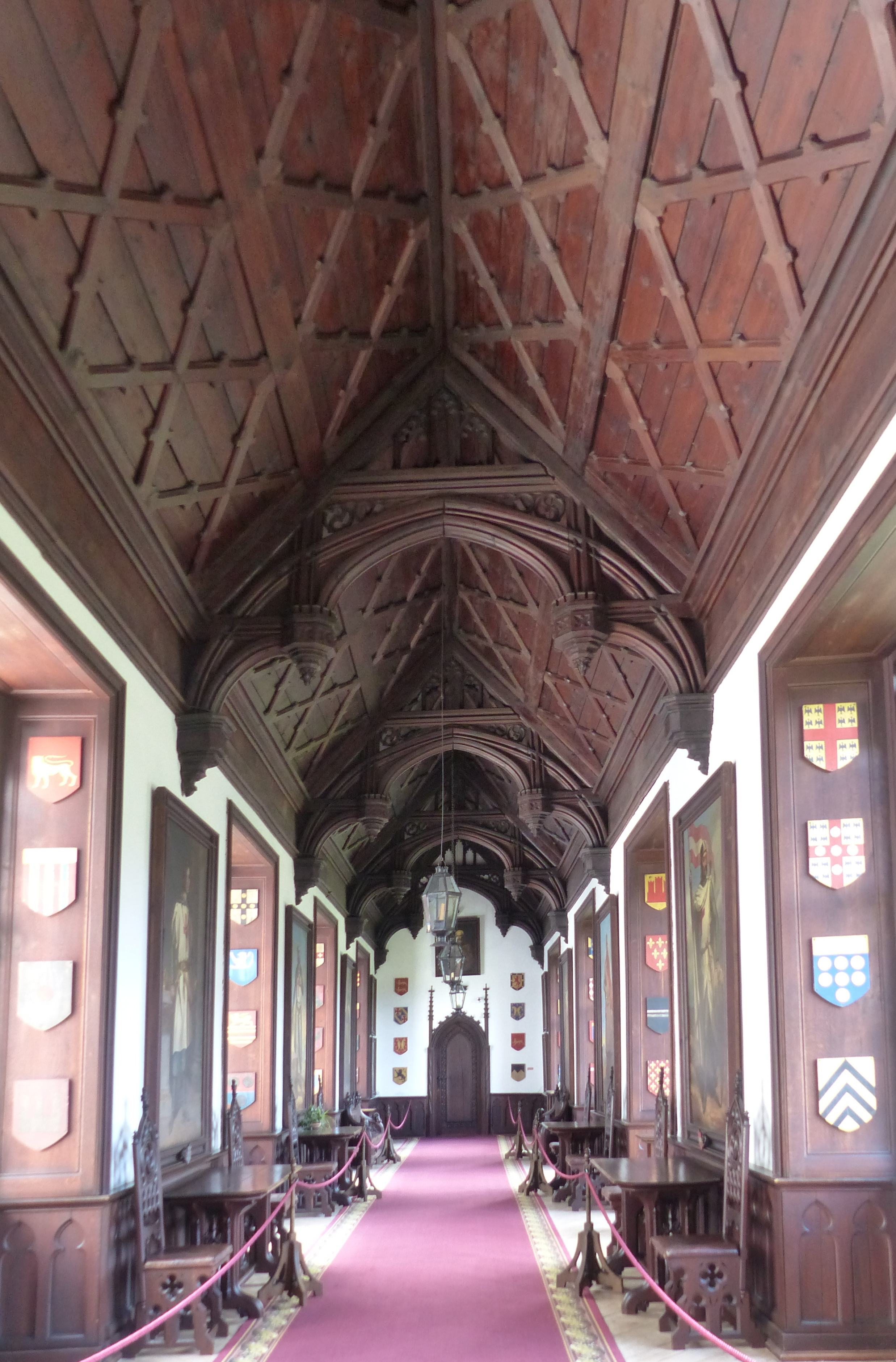
Phòng trưng bày (2018)
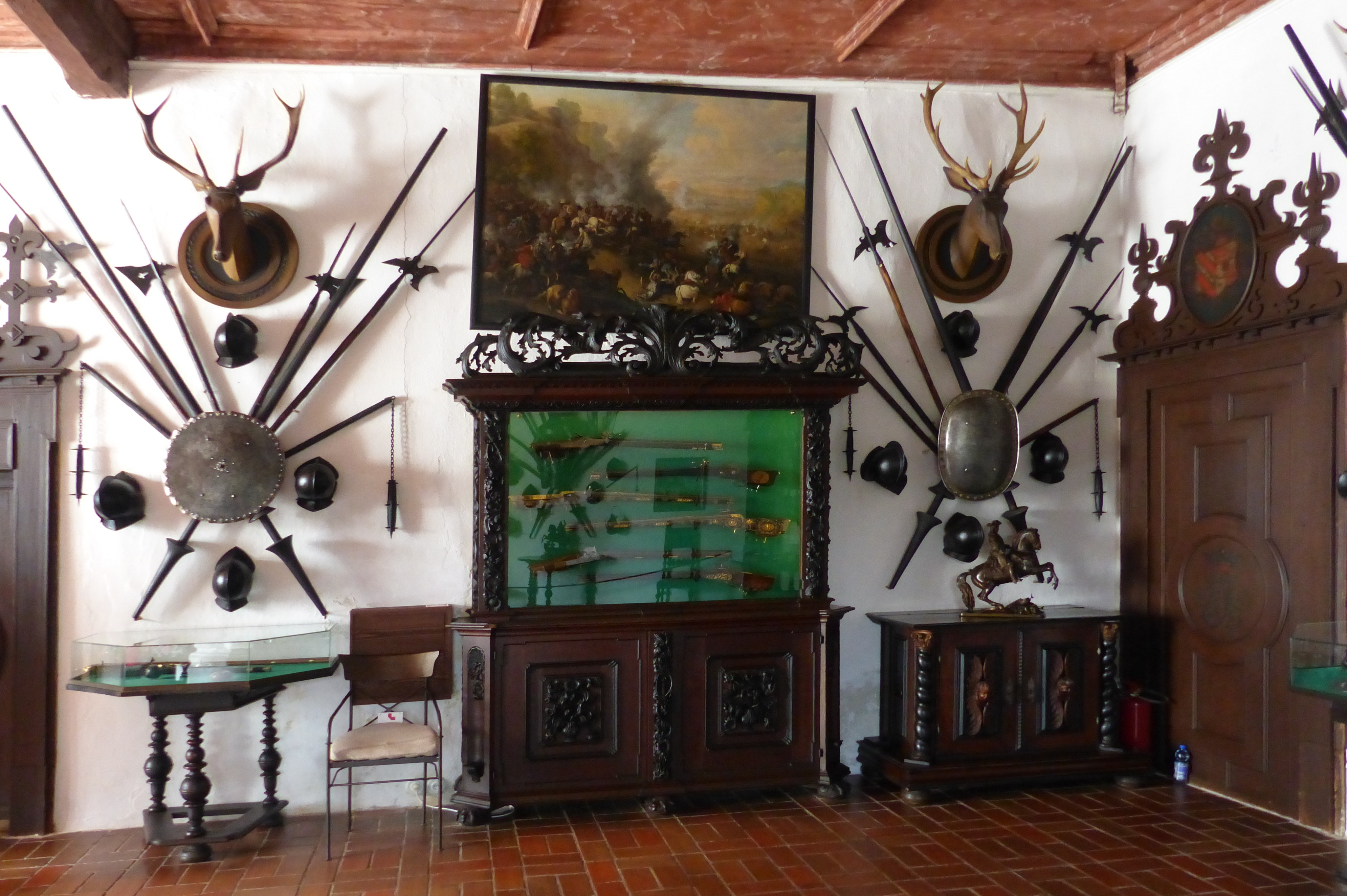
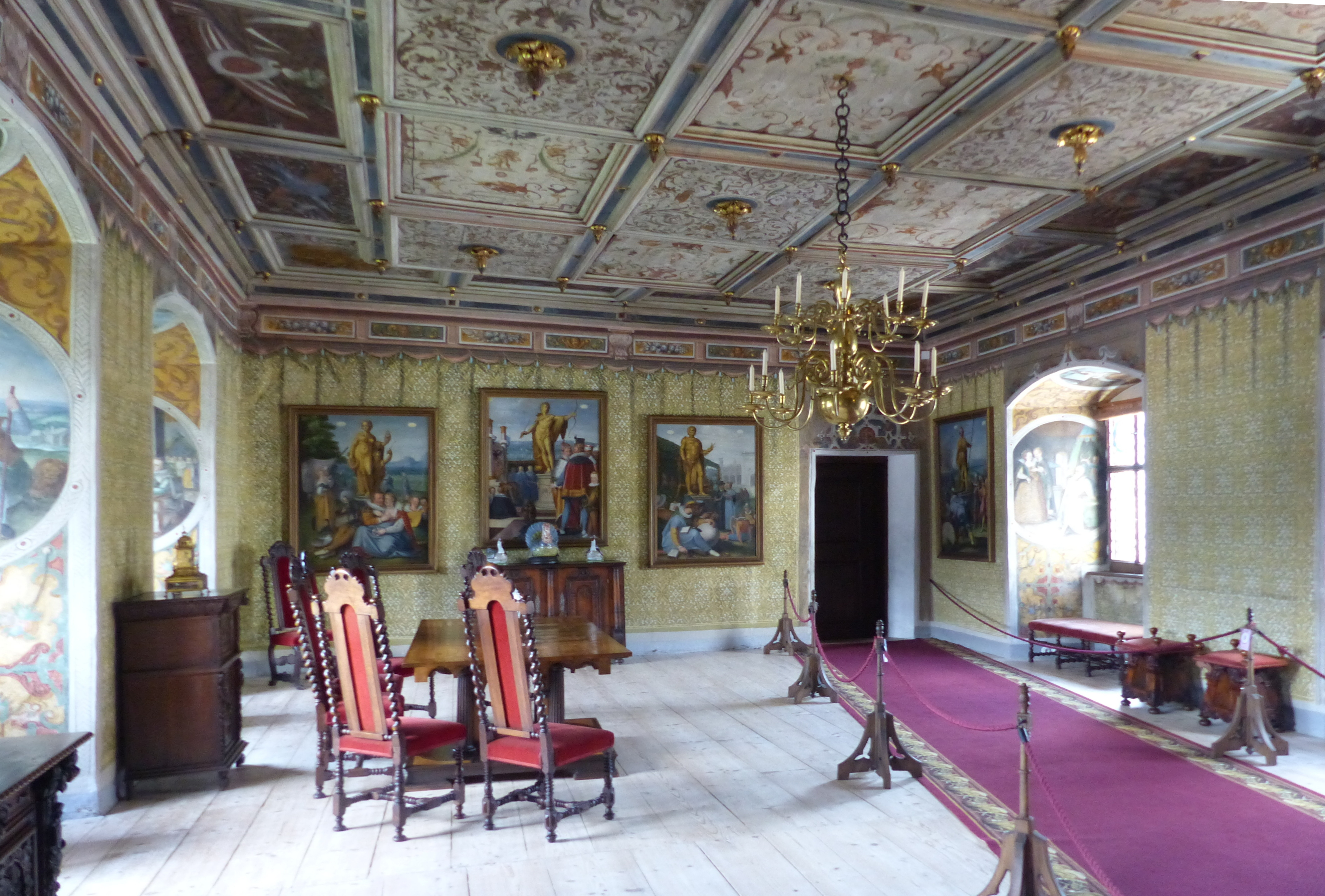
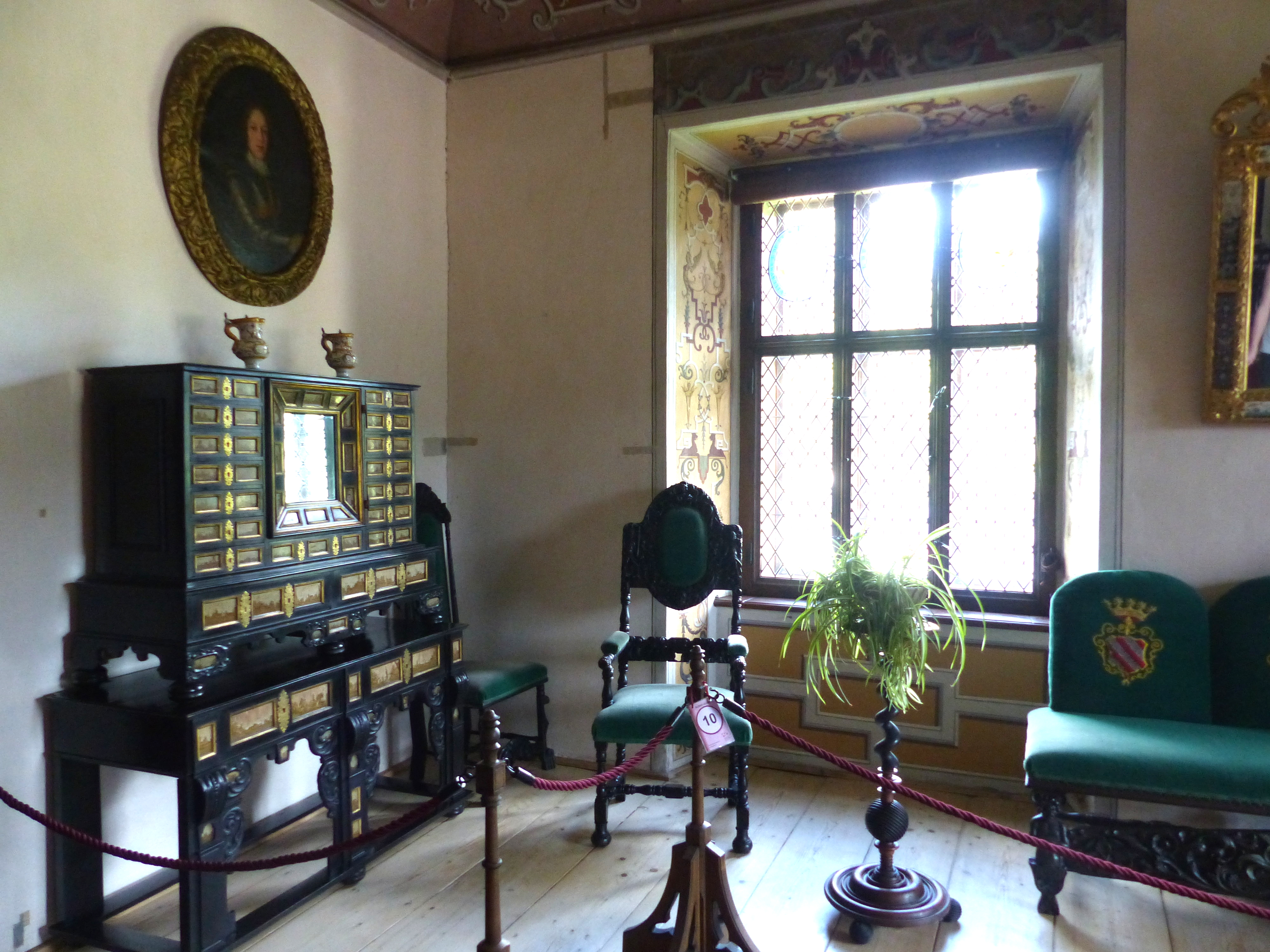